# Scutarx
Scutarx deltatylus
Genre
Espèce
Scutarx est un genre éteint d'aétosaures du Trias supérieur (Norien), connu par une seule espèce, Scutarx deltatylus.
Il a été nommé en 2016 par William G. Parker (d) à partir de restes fossiles de quatre spécimens découverts dans la formation géologique de Chinle en Arizona et de Cooper Canyon (Groupe Dockum) au Texas.
Il est placé en groupe-frère d'Adamanasuchus eisenhardtae.

## Étymologie
Le nom du genre Scutarx dérive du latin scutum, « bouclier », et arx, « forteresse, château ».
Quant au nom spécifique, deltatylus, il dérive du grec ancien δέλτα, delta, « triangulaire », et τύλως, tylos, « protubérance ».

## Publication originale
- (en) William G. Parker, « Revised phylogenetic analysis of the Aetosauria (Archosauria: Pseudosuchia); assessing the effects of incongruent morphological character sets », PeerJ, PeerJ Publishing (d), vol. 4,‎ 2016, e1583 (ISSN 2167-8359, OCLC 793828439, PMID 26819845, PMCID 4727975, DOI 10.7717/PEERJ.1583, lire en ligne).